# Black Swan
Black Swan — четвертий студійний альбом англійської групи Athlete, який був випущений 24 серпня 2009 року.

## Композиції
| #   | Назва                    | Тривалість |
| --- | ------------------------ | ---------- |
| 1.  | «Superhuman Touch»       | 3:58       |
| 2.  | «The Getaway»            | 4:32       |
| 3.  | «Black Swan Song»        | 4:50       |
| 4.  | «Don't Hold Your Breath» | 4:34       |
| 5.  | «Love Come Rescue»       | 2:53       |
| 6.  | «Light the Way»          | 5:27       |
| 7.  | «The Unknown»            | 4:44       |
| 8.  | «The Awkward Goodbye»    | 3:59       |
| 9.  | «Magical Mistakes»       | 4:43       |
| 10. | «Rubik's Cube»           | 4:31       |

## Склад
- Джоел Потт — вокал, гітара
- Кері Уіллетс — басс
- Стів Робертс — ударні
- Тім Уонстолл — клавіші

## Чарти
| Чарт (2009)                                  | Найвища позиція |
| -------------------------------------------- | --------------- |
| Шотландія Scottish Albums (OCC)              | 32              |
| Швейцарія Swiss Albums (Schweizer Hitparade) | 98              |
| Велика Британія UK Albums (OCC)              | 18              |